# (9885) Linux
(9885) Linux es un asteroide que forma parte del cinturón de asteroides y fue descubierto por el equipo del Spacewatch el 12 de octubre de 1994 desde el Observatorio Nacional de Kitt Peak, Estados Unidos.

## Designación y nombre
Linux recibió al principio la designación de 1994 TM14.
Más tarde, en 2000, se nombró por Linux, un núcleo.

## Características orbitales
Linux está situado a una distancia media del Sol de 2,358 ua, pudiendo acercarse hasta 2,199 ua y alejarse hasta 2,517 ua. Su excentricidad es 0,06732 y la inclinación orbital 6,11 grados. Emplea en completar una órbita alrededor del Sol 1323 días. El movimiento de Linux sobre el fondo estelar es de 0,2722 grados por día.

## Características físicas
La magnitud absoluta de Linux es 13,4.